# Planodes virginicum
Planodes virginicum är en korsblommig växtart som först beskrevs av Carl von Linné, och fick sitt nu gällande namn av Edward Lee Greene. Planodes virginicum ingår i släktet Planodes och familjen korsblommiga växter. Inga underarter finns listade i Catalogue of Life.